# Bernard Jancewicz
Bernard Jancewicz (ur. 15 maja 1943 we Wrocławiu, zm. 16 maja 2021 tamże) – polski fizyk teoretyczny i działacz społeczny, profesor Uniwersytetu Wrocławskiego.

## Życiorys
Według aktu urodzenia urodził się 15 maja 1943 r. we Wrocławiu, jednak prawdopodobnie urodził się w centralnej Polsce i został przez Niemców odebrany rodzicom w celu germanizacji. Do 1948 r. mieszkał w sierocińcu w Świdnicy, po czym został adoptowany przez polską rodzinę. Ukończył II Liceum Ogólnokształcące we Wrocławiu, w tym czasie był też działaczem Związku Harcerstwa Polskiego.
W młodości interesował się fotografią i brał udział w konkursach fotograficznych. Od 1961 do 1966 r. studiował na Wydziale Matematyki, Fizyki i Chemii Uniwersytetu Wrocławskiego. Od 1966 r. pracował na Uniwersytecie Wrocławskim. W 1974 r. uzyskał na podstawie pracy Operatory położenia i ich wektory własne w relatywistycznej teorii kwantowej napisanej pod kierunkiem Jana T. Łopuszańskiego stopień doktora, w 1992 r. habilitował się na podstawie pracy Wielowektory i algebra Clifforda w elektrodynamice. Zawodowo był związany z Wydziałem Fizyki i Astronomii Uniwersytetu Wrocławskiego, od 1996 r. był profesorem nadzwyczajnym Uniwersytetu Wrocławskiego. Pełnił także funkcję prodziekana Wydziału Fizyki i Astronomii UWr (2002–2005), zastępcy dyrektora ds. dydaktyki w Instytucie Fizyki Teoretycznej (1993-1997) oraz kierownika Zakładu Metod Matematycznych Fizyki (1992, 2002), a ponadto należał do komisji dyscyplinarnej dla studentów (2005–2008). W 2002 r. został profesorem Uniwersytetu Wrocławskiego. W 2008 r. przeszedł na emeryturę, ale wciąż brał udział w działalności Instytutu Fizyki Teoretycznej UWr, m.in. był konsultantem przy pracach dyplomowych i prowadził zajęcia.
Specjalizował się w kwantowej teorii pola, algebrach Clifforda i zastosowaniach geometrii różniczkowej w elektrodynamice klasycznej. Był przewodniczącym Komisji Nazewnictwa Fizycznego Polskiego Towarzystwa Fizycznego (od 1995 r.), uporządkował polskie nazewnictwo fizyczne, m.in. był autorem polskiej nazwy Wielkiego Zderzacza Hadronów. Był korespondentem Oddziału Wrocławskiego czasopisma naukowego „Postępy Fizyki”. Autor podręczników akademickich Multivectors and Clifford Algebra in Electrodynamics (1988) i Wielkości skierowane w elektrodynamice (2000).
Udzielał się społecznie, m.in. od 1967 r. należał do Towarzystwa Miłośników Wrocławia i działającej w jego ramach Komisji Nazewnictwa Ulic, której był sekretarzem (1970-1983) i przewodniczącym (od 1983 do śmierci); w 1999 r. został honorowym członkiem TMW, a od 2005 r. był przewodniczącym Kapituły Odznaczeń TMW. Brał aktywny udział w działalności Uniwersyteckiego Komitetu ds. Opieki nad Grobami Osób Zasłużonych dla UWr.
Należał do zakładowej organizacji Związku Nauczycielstwa Polskiego na UWr.
W 2020 r. zyskał popularność w mediach, gdy zauważono, że sprzątał porozrzucane odpady w okolicy swojego mieszkania. Reportaż o nim przygotowała wówczas telewizja TVN. W styczniu 2021 r. został uhonorowany medalem „Zasłużony dla Wrocławia – Merito de Wratislavia”.
Kilkanaście lat przed śmiercią został wybrany najżyczliwszym wykładowcą we Wrocławiu. Głosy studentów zyskał m.in. dzięki charakteryzujących go ciepłu i wyrozumiałości, cierpliwości oraz naukowemu poczuciu humoru.
Zmarł 16 maja 2021 r. po zachorowaniu na COVID-19. Został pochowany na cmentarzu przy ul. Bujwida.

## Odznaczenia
- Złoty Krzyż Zasługi (1987)[4]
- Medal Komisji Edukacji Narodowej (1998)[4]